# Grand Prix Formule 1 van Australië 2019
De Grand Prix Formule 1 van Australië 2019 werd gehouden op 17 maart op het Albert Park Street Circuit. Het was de eerste race van het seizoen 2019.

## Vrije trainingen
- Er wordt enkel de top-5 weergegeven.

| Vrije training 1 | Pos | No | Coureur          | Constructeur   | Tijd     |
| ---------------- | --- | -- | ---------------- | -------------- | -------- |
| Vrije training 1 | 1   | 44 | Lewis Hamilton   | Mercedes       | 1:23.599 |
| Vrije training 1 | 2   | 5  | Sebastian Vettel | Ferrari        | 1:23.637 |
| Vrije training 1 | 3   | 16 | Charles Leclerc  | Ferrari        | 1:23.673 |
| Vrije training 1 | 4   | 33 | Max Verstappen   | Red Bull-Honda | 1:23.792 |
| Vrije training 1 | 5   | 77 | Valtteri Bottas  | Mercedes       | 1:23.866 |
| Vrije training 2 | Pos | No | Coureur          | Constructeur   | Tijd     |
| Vrije training 2 | 1   | 44 | Lewis Hamilton   | Mercedes       | 1:22.600 |
| Vrije training 2 | 2   | 77 | Valtteri Bottas  | Mercedes       | 1:22.648 |
| Vrije training 2 | 3   | 33 | Max Verstappen   | Red Bull-Honda | 1:23.400 |
| Vrije training 2 | 4   | 10 | Pierre Gasly     | Red Bull-Honda | 1:23.442 |
| Vrije training 2 | 5   | 5  | Sebastian Vettel | Ferrari        | 1:23.473 |
| Vrije training 3 | Pos | No | Coureur          | Constructeur   | Tijd     |
| Vrije training 3 | 1   | 44 | Lewis Hamilton   | Mercedes       | 1:22.292 |
| Vrije training 3 | 2   | 5  | Sebastian Vettel | Ferrari        | 1:22.556 |
| Vrije training 3 | 3   | 16 | Charles Leclerc  | Ferrari        | 1:22.749 |
| Vrije training 3 | 4   | 8  | Romain Grosjean  | Haas-Ferrari   | 1:23.112 |
| Vrije training 3 | 5   | 20 | Kevin Magnussen  | Haas-Ferrari   | 1:23.334 |

## Kwalificatie
Lewis Hamilton behaalde voor Mercedes de eerste pole position van het seizoen, en versloeg hiermee zijn teamgenoot Valtteri Bottas. Sebastian Vettel zette voor Ferrari de derde tijd neer. Max Verstappen verbeterde zichzelf op het laatste moment naar de vierde plaats, waarmee hij de Ferrari-coureur Charles Leclerc versloeg. Haas-coureurs Romain Grosjean en Kevin Magnussen kwalificeerden zich als zesde en zevende. Lando Norris werd in zijn eerste Formule 1-kwalificatie achtste voor McLaren. De top 10 werd voltooid door Alfa Romeo-coureur Kimi Räikkönen op de negende plek en Racing Point-coureur Sergio Pérez als tiende.
| Pos                 | No | Coureur            | Constructeur              | Q1       | Q2       | Q3       | Grid |
| ------------------- | -- | ------------------ | ------------------------- | -------- | -------- | -------- | ---- |
| 1                   | 44 | Lewis Hamilton     | Mercedes                  | 1:22.043 | 1:21.014 | 1:20.486 | 1    |
| 2                   | 77 | Valtteri Bottas    | Mercedes                  | 1:22.367 | 1:21.193 | 1:20.598 | 2    |
| 3                   | 5  | Sebastian Vettel   | Ferrari                   | 1:22.885 | 1:21.912 | 1:21.190 | 3    |
| 4                   | 33 | Max Verstappen     | Red Bull-Honda            | 1:22.876 | 1:21.678 | 1:21.320 | 4    |
| 5                   | 16 | Charles Leclerc    | Ferrari                   | 1:22.017 | 1:21.739 | 1:21.442 | 5    |
| 6                   | 8  | Romain Grosjean    | Haas-Ferrari              | 1:22.959 | 1:21.870 | 1:21.826 | 6    |
| 7                   | 20 | Kevin Magnussen    | Haas-Ferrari              | 1:22.519 | 1:22.221 | 1:22.099 | 7    |
| 8                   | 4  | Lando Norris       | McLaren-Renault           | 1:22.702 | 1:22.423 | 1:22.304 | 8    |
| 9                   | 7  | Kimi Räikkönen     | Alfa Romeo-Ferrari        | 1:22.966 | 1:22.349 | 1:22.314 | 9    |
| 10                  | 11 | Sergio Pérez       | Racing Point-BWT Mercedes | 1:22.908 | 1:22.532 | 1:22.781 | 10   |
| 11                  | 27 | Nico Hülkenberg    | Renault                   | 1:22.540 | 1:22.562 |          | 11   |
| 12                  | 3  | Daniel Ricciardo   | Renault                   | 1:22.921 | 1:22.570 |          | 12   |
| 13                  | 23 | Alexander Albon    | Toro Rosso-Honda          | 1:22.757 | 1:22.636 |          | 13   |
| 14                  | 99 | Antonio Giovinazzi | Alfa Romeo-Ferrari        | 1:22.431 | 1:22.714 |          | 14   |
| 15                  | 26 | Daniil Kvjat       | Toro Rosso-Honda          | 1:22.511 | 1:22.774 |          | 15   |
| 16                  | 18 | Lance Stroll       | Racing Point-BWT Mercedes | 1:23.017 |          |          | 16   |
| 17                  | 10 | Pierre Gasly       | Red Bull-Honda            | 1:23.020 |          |          | 17   |
| 18                  | 55 | Carlos Sainz jr.   | McLaren-Renault           | 1:23.084 |          |          | 18   |
| 19                  | 63 | George Russell     | Williams-Mercedes         | 1:24.360 |          |          | 19   |
| 20                  | 88 | Robert Kubica      | Williams-Mercedes         | 1:26.067 |          |          | 20   |
| 107% tijd: 1:27.758 |    |                    |                           |          |          |          |      |

## Wedstrijd
Drie coureurs maken in deze race hun Formule 1-debuut. McLaren-coureur Lando Norris, Toro Rosso-rijder Alexander Albon en Williams-coureur George Russell staan voor het eerst aan de start van een Formule 1-race. Daarnaast zijn er drie coureurs die hun Formule 1-comeback maken. Alfa Romeo-rijder Antonio Giovinazzi reed in 2017 de eerste twee races voor Sauber. Toro Rosso-coureur Daniil Kvjat kwam tussen 2014 en 2017 bijna vier volledige seizoenen uit voor Toro Rosso en Red Bull. Williams-rijder Robert Kubica reed tussen 2006 en 2010 voor BMW Sauber en Renault, voordat hij bij een ernstig rally-ongeluk zwaargewond raakte. Daarnaast keert Alfa Romeo voor het eerst sinds 1985 terug als Formule 1-team na de hernoeming van het team van Sauber. Tevens is het de eerste race waarin Red Bull Racing uitkomt met motoren van Honda.
Voorafgaand aan de race werd er een minuut stilte gehouden ter nagedachtenis aan racedirecteur Charlie Whiting, die op de donderdag voorafgaand aan de race in zijn slaap overleed aan een longembolie. De race werd gewonnen door Valtteri Bottas, die bij de start zijn teamgenoot Lewis Hamilton inhaalde. Hamilton eindigde als tweede, voor Max Verstappen, die voor het eerst sinds de Grand Prix van Groot-Brittannië 2008 zorgde voor een Honda-motor op het podium. Sebastian Vettel eindigde met problemen als vierde, voor zijn teamgenoot Charles Leclerc. Kevin Magnussen was op de zesde plaats de laatste coureur die in dezelfde ronde als de winnaar finishte. Renault-coureur Nico Hülkenberg eindigde als zevende, voor Kimi Räikkönen. De top 10 werd afgesloten door Racing Point-coureur Lance Stroll en Toro Rosso-rijder Daniil Kvjat.
| Pos. | No. | Coureur            | Constructeur              | Rondes | Tijd/Oorzaak uitval | Grid | Punten |
| ---- | --- | ------------------ | ------------------------- | ------ | ------------------- | ---- | ------ |
| 1    | 77  | Valtteri Bottas    | Mercedes                  | 58     | 1:25:27.325         | 2    | 26S    |
| 2    | 44  | Lewis Hamilton     | Mercedes                  | 58     | +20.886             | 1    | 18     |
| 3    | 33  | Max Verstappen     | Red Bull-Honda            | 58     | +22.520             | 4    | 15     |
| 4    | 5   | Sebastian Vettel   | Ferrari                   | 58     | +57.109             | 3    | 12     |
| 5    | 16  | Charles Leclerc    | Ferrari                   | 58     | +58.203             | 5    | 10     |
| 6    | 20  | Kevin Magnussen    | Haas-Ferrari              | 58     | +1:27.156           | 7    | 8      |
| 7    | 27  | Nico Hülkenberg    | Renault                   | 57     | +1 ronde            | 11   | 6      |
| 8    | 7   | Kimi Räikkönen     | Alfa Romeo-Ferrari        | 57     | +1 ronde            | 9    | 4      |
| 9    | 18  | Lance Stroll       | Racing Point-BWT Mercedes | 57     | +1 ronde            | 16   | 2      |
| 10   | 26  | Daniil Kvjat       | Toro Rosso-Honda          | 57     | +1 ronde            | 15   | 1      |
| 11   | 10  | Pierre Gasly       | Red Bull-Honda            | 57     | +1 ronde            | 17   |        |
| 12   | 4   | Lando Norris       | McLaren-Renault           | 57     | +1 ronde            | 8    |        |
| 13   | 11  | Sergio Pérez       | Racing Point-BWT Mercedes | 57     | +1 ronde            | 10   |        |
| 14   | 23  | Alexander Albon    | Toro Rosso-Honda          | 57     | +1 ronde            | 13   |        |
| 15   | 99  | Antonio Giovinazzi | Alfa Romeo-Ferrari        | 57     | +1 ronde            | 14   |        |
| 16   | 63  | George Russell     | Williams-Mercedes         | 56     | +2 ronden           | 19   |        |
| 17   | 88  | Robert Kubica      | Williams-Mercedes         | 55     | +3 ronden           | 20   |        |
| DNF  | 8   | Romain Grosjean    | Haas-Ferrari              | 29     | Wiel                | 6    |        |
| DNF  | 3   | Daniel Ricciardo   | Renault                   | 28     | Schade ongeluk      | 12   |        |
| DNF  | 55  | Carlos Sainz jr.   | McLaren-Renault           | 9      | Motor               | 18   |        |

S Valtteri Bottas behaalde een extra punt voor het rijden van de snelste ronde.

## Tussenstanden wereldkampioenschap
Betreft tussenstanden voor het wereldkampioenschap na afloop van de race.

### Coureurs
| Positie | No. | Rijder           | Team                      | Punten |
| ------- | --- | ---------------- | ------------------------- | ------ |
| 01      | 77  | Valtteri Bottas  | Mercedes                  | 26     |
| 02      | 44  | Lewis Hamilton   | Mercedes                  | 18     |
| 03      | 33  | Max Verstappen   | Red Bull-Honda            | 15     |
| 04      | 5   | Sebastian Vettel | Ferrari                   | 12     |
| 05      | 16  | Charles Leclerc  | Ferrari                   | 10     |
| 06      | 20  | Kevin Magnussen  | Haas-Ferrari              | 08     |
| 07      | 27  | Nico Hülkenberg  | Renault                   | 06     |
| 08      | 7   | Kimi Räikkönen   | Alfa Romeo-Ferrari        | 04     |
| 09      | 18  | Lance Stroll     | Racing Point-BWT Mercedes | 02     |
| 10      | 26  | Daniil Kvjat     | Toro Rosso-Honda          | 01     |

### Constructeurs
| Positie | Team                      | Punten |
| ------- | ------------------------- | ------ |
| 01      | Mercedes                  | 44     |
| 02      | Ferrari                   | 22     |
| 03      | Red Bull-Honda            | 15     |
| 04      | Haas-Ferrari              | 08     |
| 05      | Renault                   | 06     |
| 06      | Alfa Romeo-Ferrari        | 04     |
| 07      | Racing Point-BWT Mercedes | 02     |
| 08      | Toro Rosso-Honda          | 01     |
| 09      | McLaren-Renault           | 0      |
| 10      | Williams-Mercedes         | 0      |